# 蓄奴州与自由州

1789年美国独立至1861年南北战争爆发之间各个时期蓄奴州、自由州、蓄奴地区和自由地区以及其他地区（当时尚不属于美国）的分划地图

蓄奴州（英語：Slave states）是指美國內戰前认为奴隸制度合法的州份，相對的自由州（英語：Free states）是指禁止輸入奴隸或隨時間逐漸消除奴隸制度的州份。
奴隸制度問題是導致美國內戰爆發的主要原因之一，最後在1865年根據美國憲法第十三修正案廢止奴隸制度。

## 背景
在整个十七世纪、十八世纪以至十九世紀的部份時間里，奴隸制度在美國東北部及美国中西部和中大西洋州份中是合法的。
在美國內戰前的一至兩個世代的人的時間裡，絕大部份的奴隸已根據一系列的法令，得到了解放。
美國的西北領地是美國第一個完全摒棄奴隸制度的地区，在美國憲法通過前不久（1787年）通過的西北條例，規定西北領地禁止蓄奴及宗教歧視。
其后在这个地区成立的州份，俄亥俄州、印第安那州、伊利諾州、密西根州、威斯康辛州和明尼蘇達州中，定居的居民大多是新英格蘭移民和美国独立战争的退役老兵。
这些州份由於在成立前的西北領地时期就已經完全地解放奴隸，加上流向西南的俄亥俄河将西北領地與南部地區分隔开来——这也导致奴隸制度向西部擴展——使得和“蓄奴州”对立的“自由州”的概念发展出来。
这些州份的農村曾一度和东北部以商业为主的州份形成“东西对立”（the East-West rivalry）的关系，但随着东北部诸州逐渐废除奴隶制，在此方面的共同态度使得它们渐渐联合起来，成立了禁止奴隶制度的联盟，形成了南北战争时期的自由州。
更为具体地，十九世纪五十年代的堪萨斯内战中，反对蓄奴的居民被称为“自由战士”（the Free-Soilers），因为他们为了将堪萨斯州合并到自由州组成的联邦（Union，即其后的美利坚合众国）中而奋斗。

## 伸延閱讀
- Don E. Fehrenbacher and Ward M. Mcafee; The Slaveholding Republic: An Account of the United States Government's Relations to Slavery (2002) （页面存档备份，存于）
- Rodriguez, Junius P. Slavery in the United States: A social, political, and historical encyclopedia (2 vol Abc-clio, 2007).